# Peter W. Barca
Peter William Barca (* 7. August 1955 in Kenosha, Wisconsin) ist ein US-amerikanischer Politiker. Zwischen 1993 und 1995 vertrat er den Bundesstaat Wisconsin im US-Repräsentantenhaus.

## Werdegang
Peter Barca besuchte nach der High School bis 1982 die University of Wisconsin. Danach war er noch an der Harvard University eingeschrieben. Anschließend arbeitete er als Lehrer für behinderte Kinder. Politisch schloss sich Barca der Demokratischen Partei an. Zwischen 1985 und 1993 saß er als Abgeordneter in der Wisconsin State Assembly.
Nach dem Rücktritt des Kongressabgeordneten Les Aspin, der zum US-Verteidigungsminister ernannt worden war, wurde Barca bei der fälligen Nachwahl für den ersten Sitz von Wisconsin als dessen Nachfolger in das US-Repräsentantenhaus in Washington, D.C. gewählt, wo er am 4. Mai 1993 sein neues Mandat antrat. Da er bei den regulären Kongresswahlen des Jahres 1994 dem Republikaner Mark Neumann unterlag, konnte er bis zum 3. Januar 1995 nur die angebrochene Legislaturperiode im Kongress beenden.
Nach seinem Ausscheiden aus dem US-Repräsentantenhaus arbeitete Barca im Mittleren Westen für die Small Business Administration. Zwischen 2002 und 2008 arbeitete er für die Beraterfirma Aurora Associates International. Seit 2009 ist er erneut Abgeordneter im Staatsparlament von Wisconsin.